# Dampierre-sous-Brou
Dampierre-sous-Brou és un municipi francès, situat al departament de l'Eure i Loir i a la regió de Centre – Vall del Loira. L'any 2007 tenia 471 habitants.

## Demografia

### Població
El 2007 la població de fet de Dampierre-sous-Brou era de 471 persones. Hi havia 196 famílies, de les quals 40 eren unipersonals (20 homes vivint sols i 20 dones vivint soles), 76 parelles sense fills, 68 parelles amb fills i 12 famílies monoparentals amb fills.
La població ha evolucionat segons el següent gràfic:
Habitants censats

### Habitatges
El 2007 hi havia 245 habitatges, 196 eren l'habitatge principal de la família, 37 eren segones residències i 11 estaven desocupats. 244 eren cases i 1 era un apartament. Dels 196 habitatges principals, 178 estaven ocupats pels seus propietaris, 13 estaven llogats i ocupats pels llogaters i 5 estaven cedits a títol gratuït; 15 tenien dues cambres, 54 en tenien tres, 73 en tenien quatre i 55 en tenien cinc o més. 117 habitatges disposaven pel capbaix d'una plaça de pàrquing. A 93 habitatges hi havia un automòbil i a 90 n'hi havia dos o més.

### Piràmide de població
La piràmide de població per edats i sexe el 2009 era:
| Homes | Edats   | Dones |
| ----- | ------- | ----- |
| 0     | 95 o +  | 4     |
| 0     | 90 a 94 | 0     |
| 4     | 85 a 89 | 4     |
| 0     | 80 a 84 | 4     |
| 8     | 75 a 79 | 12    |
| 4     | 70 a 74 | 12    |
| 8     | 65 a 69 | 12    |
| 28    | 60 a 64 | 16    |
| 12    | 55 a 59 | 16    |
| 4     | 50 a 54 | 16    |
| 12    | 45 a 49 | 12    |
| 32    | 40 a 44 | 20    |
| 16    | 35 a 39 | 16    |
| 16    | 30 a 34 | 8     |
| 8     | 25 a 29 | 16    |
| 4     | 20 a 24 | 0     |
| 20    | 15 a 19 | 16    |
| 20    | 10 a 14 | 20    |
| 8     | 5 a 9   | 4     |
| 12    | 0 a 4   | 8     |

## Economia
El 2007 la població en edat de treballar era de 291 persones, 213 eren actives i 78 eren inactives. De les 213 persones actives 201 estaven ocupades (115 homes i 86 dones) i 12 estaven aturades (3 homes i 9 dones). De les 78 persones inactives 46 estaven jubilades, 12 estaven estudiant i 20 estaven classificades com a «altres inactius».

### Ingressos
El 2009 a Dampierre-sous-Brou hi havia 220 unitats fiscals que integraven 529 persones, la mediana anual d'ingressos fiscals per persona era de 16.471 €.

### Activitats econòmiques
Dels 13 establiments que hi havia el 2007, 1 era d'una empresa extractiva, 1 d'una empresa de fabricació d'altres productes industrials, 3 d'empreses de construcció, 3 d'empreses de comerç i reparació d'automòbils, 1 d'una empresa d'hostatgeria i restauració, 1 d'una empresa financera, 1 d'una empresa immobiliària, 1 d'una empresa de serveis i 1 d'una empresa classificada com a «altres activitats de serveis».
Dels 5 establiments de servei als particulars que hi havia el 2009, 1 era un taller de reparació d'automòbils i de material agrícola, 1 paleta, 2 fusteries i 1 lampisteria.
L'any 2000 a Dampierre-sous-Brou hi havia 25 explotacions agrícoles que ocupaven un total de 882 hectàrees.

## Poblacions més properes
El següent diagrama mostra les poblacions més properes.